# Clyomys laticeps
Clyomys laticeps är en däggdjursart som först beskrevs av Thomas 1909.  Clyomys laticeps ingår i släktet Clyomys och familjen lansråttor. IUCN kategoriserar arten globalt som livskraftig. Inga underarter finns listade i Catalogue of Life.

## Utseende
Arten når en kroppslängd (huvud och bål) av 15 till 29,5 cm, en svanslängd av 4,8 till 9,3 cm och vikt av 180 till 334 g. Bakfötterna är 2,6 till 3,9 cm långa (med klor) och öronen är 1,3 till 2,4 cm stora. Ovansidan är täckt av borstig och delvis taggig päls som har en spräcklig rödbrun till gulbrun färg med flera svarta hårspetsar. Undersidans grundfärg är ljusbrun till vit med ljusgråa eller röda fläckar. Andra gnagare i Sydamerika som delvis lever underjordiska, som Carterodon sulcidens och Euryzygomatomys spinosus, har däremot en enhetlig brun eller kastanjebrun päls på ovansidan. Arten har i varje käkhalva en framtand, ingen hörntand, en premolar och tre molarer, alltså 20 tänder i hela tanduppsättningen.

## Utbredning och ekologi
Denna gnagare förekommer i södra Brasilien och östra Paraguay. Arten vistas i savannen Cerradon och i träskområdet Pantanal. Individerna är aktiva på dagen. De gräver underjordiska bon och bildar där kolonier. Honor föder en unge per kull.
Ungarna föds vanligen vid slutet av den torra perioden. Ett av de registrerade bon hade en spiralformig tunnel till ett djup av 85 cm och var kopplat till ett rum som hade en diameter av 25 cm. En annan kammare närmare marken hade en diameter av 17 cm. Det stora rummet var fodrat med gräs.
Denna gnagare har olika fiender som manvarg, strimmig hornuggla och regnbågsboa.